# Труа-Мон
Труа́-Мон (фр. Trois-Monts) — коммуна во Франции, находится в регионе Нижняя Нормандия. Департамент коммуны — Кальвадос. Входит в состав кантона Эвреси. Округ коммуны — Кан.
Код INSEE коммуны — 14713.

## Население
Население коммуны на 2010 год составляло 402 человека.
| 1962 | 1968 | 1975 | 1982 | 1990 | 1999 | 2010 |
| ---- | ---- | ---- | ---- | ---- | ---- | ---- |
| 193  | 180  | 199  | 278  | 314  | 338  | 402  |

## Экономика
В 2010 году среди 254 человек трудоспособного возраста (15—64 лет) 202 были экономически активными, 52 — неактивными (показатель активности — 79,5 %, в 1999 году было 70,5 %). Из 202 активных жителей работали 191 человек (111 мужчин и 80 женщин), безработных было 11 (0 мужчин и 11 женщин). Среди 52 неактивных 15 человек были учениками или студентами, 24 — пенсионерами, 13 были неактивными по другим причинам.